# Emil Boesen (politiker)
 For alternative betydninger, se Emil Boesen. (Se også artikler, som begynder med Emil Boesen)
Emil Boesen (født 21. februar 1814 i Seest ved Kolding, død 6. oktober 1889 i København) var en dansk præst og medlem af Folketinget.

## Familie
Boesen var søn af sognepræst Ulrik Christian Boesen (1769-1849) og Maria Kirstine Boesen, født Schjøtt (1776-1849). Han var den sidstfødte af en børneflok på 13 børn.
Han blev i 1844 gift med Karen Marie Wesenberg (1815-1889), datter af stiftslandinspektør Carl August Hans Wesenberg og Ingeborg Christence Brix. De fik 6 børn:
- Camilla Theodora Boesen (1845-1914)
- Marie Christine Boesen (1847-1882)
- Emilie Boesen (1849-1929)
- Carl Vilhelm Boesen (1851-1880)
- Emma Vilhelmine (1852-1920)
- Laura Boesen (1856-1884)

## Uddannelse og Erhverv
Boesen blev student fra Vordingborg Vordingbord Latinskole i 1839 og cand.theol. i 1839. I 1843 blev han personel kapellan i Råbjerg Sogn, og fra 1847 til 1851 personel kapellan i Hunstrup, Østerild og Hjardemål Sogne. Han blev præst ved Horsens Straffeanstalt i 1854 og fængselspræst på Christianshavn i 1865. Boesen var sognepræst i Gyrstinge og Kirke Flinterup Sogne 1868-1885. Efter sin afsked flyttede han til København hvor han døde i 1889. Han er begravet i Gyrstinge.
Han udgav bogen Den slesvigske Biskop U. S. Boesens Liv og Virken i 1868.

## Folketinget
Boesenn var medlem af Folketinget valgt i Thisted Amts 2. valgkreds (Thistedkredsen) fra 27. maj 1853 til 28. juni 1854. Han vandt valget i maj 1853, men nedlagde sit mandat da han blev fængselspræst i Horsens. Han blev efterfulgt af C.A.H. Hansen ved et suppleringsvalg i august 1854.

## Hæder
Boesen blev udnævnt til ridder af Dannebrog i 1865.